# كلية إيميرسون للتداوي بطب الأعشاب
تعتبر كلية ايمرسون للتداوي بطب الأعشاب واحدة من المدارس الأولى المتخصصة في طب الأعشاب التي تأسست في أمريكا الشمالية. تدرس تلك الكلية علم الأعشاب، ويقع مقرها في مونتريال، كندا.

## التاريخ
يمكن إرجاع تاريخ إنشاء كلية ايمرسون للتداوي بطب الأعشاب إلى عام 1888. هاجر الدكتور ماكس ثونا في هذا العام من موطنه النمسا إلى مدينة نيويورك. درس الدكتور ثونا التداوي بالأعشاب وافتتح أول متجر للأعشاب في مدينة نيويورك بعد وصوله مباشرة. انتقل الدكتور ثونا في نهاية المطاف إلى كندا وافتح خمسة وعشرين متجر للأعشاب في جميع أنحاء البلاد.
وعلى خطى والده، حصل الدكتور جاك ثونا على ماجستير الطب والتداوي بالأعشاب والمعالجة المثةلي.. أسس إيمرسون كلية الأعشاب في منتصف الخمسينات من أجل نشر فكر أسرته في استخدام العناصر الطبيعية للشفاء كالأعشاب إلى الآخرين. انتقل الدكتور ثونا في نهاية المطاف من هذه العيادة واستأجر الطابق الأرضي من مبنى متعدد الطوابق كبير في مونتريال يقع في 11 شارع كاثرين، شرقًا إلى داخل قلب مدينة مونتريال. بدأ ثونا هناك بيع الأعشاب بالجملة وأنشأ منزلًا جديدًا لكلية ايمرسون للتداوي بطب الأعشاب.
مع الغرفة الإضافية التي يقدمها المكان الجديد، أصبح الدكتور ثونا قادرًا على تقديم برنامج أكثر تنوعًا لدراسة علم الأعشاب. وبحلول عام 1977 كان الدكتور ثونا والبروفيسور سي. كان بيل قادرين على توفير تعليم الفصول الدراسية. وبالإضافة إلى ذلك، وضعا شرط كتابة أطروحة للطلاب الذين يرغبون في استكشاف علم الأعشاب إلى أعماق أكبر، والتخرج من الكلية. وحيث أن الدكتور ثونا كان يدير عملًا لبيع الأعشاب بجانب موقع الكلية، استطاع الطلاب على دراسة الأعشاب والعمل مع عينات من النباتات الطبية، واكتساب خبرة كبيرة في علم الأعشاب.
وخلال تلك الفترة، وبعد التخرج، بدأت الكلية في تقديم نسخة من الدورات التي تقيم الطلاب. وذلك لأن الدكتور ثونا شعر بأن بعض الدورات قد تكون مقبولة في بعض المدارس التقليدية للطب.

## شهادات الكلية
كانت الكلية تقدم لطلابها الخريجين درجة بكالوريوس العلوم وماجستير في علم الأعشاب. كانت مدة البرنامج تستغرق عادةً ما تستمر 2-3 سنوات.
برز عدد من خريجي الكلية في عالم المعالجة المثلية والطب.

## إغلاق الكلية
في عام 1978 بدأ الدكتور روبرت موهر ويندهام، خريج الكلية، في العمل كخبير استشاري كيميائي لبرامج الكلية المتقدمة. وقد خدم في هذا المنصب حتى أواخر عام 1980. وفي هذا الوقت، أبلغه الدكتور ثونا، الذي كان في ذلك الوقت من العمر ثمان وأربعين عامًا، أنه لن يكون قادرًا على استكمال البرنامج المتقدم لتعليم التداوي بالأعشاب بسبب تدهور صحته.
أغلقت كلية إيمرسون للأعشاب أبوابها في عام 1992. الأسرة لديها الآن شركة مقرها الكندية التي تقدم الأعشاب.